# Пиньятелли-Эгмонт, Казимир
Казимир Пиньятелли (фр. Casimir Pignatelli; 6 декабря 1727, Брен-сюр-Вель — 1 декабря 1801, Брауншвейг) — 10-й герцог ди Бизачча, 14-й граф Эгмонт, 11-й принц Гаврский, гранд Испании 1-го класса, рыцарь ордена Золотого руна, французский генерал.

## Биография
Третий сын Прокопа-Шарля-Никола-Огюстена Пиньятелли-Эгмонта, 7-го герцога ди Бизачча, и Генриетты-Жюли де Дюрфор де Дюрас.
Первоначально носил титул маркиза де Ранти. Поступил на службу мушкетером, участвовал в кампании в Австрийских Нидерландах, 13 марта 1743 получил роту в полку главного кампмейстера драгун, участвовал в кампании на Рейне под командованием маршала Ноая. 14 февраля 1744 назначен кампмейстером кавалерийского полка Эгмонта под именем шевалье де Бизаша, был при осадах Менена и Ипра, присоединился к армии Морица Саксонского и закончил кампанию в лагере Куртре.
В 1745 участвовал в битве при Фонтенуа, осадах Турне, Ауденарде, Дендермонде и Ата; в 1746 в осаде Брюсселя и битве при Року, в 1747 в битве при Лауфельде.
1 января 1748 произведен в бригадиры, участвовал в осаде Маастрихта.
Женившись, 12 декабря 1750 принял титул маркиза де Пиньятелли. После смерти старшего брата в 1753 году стал герцогом ди Бизачча, титулярным графом Эгмонта и обладателем владений и титулов этой фамилии. В том же году служил в лагере Эмери на Самбре.
В начале Семилетней войны в апреле 1756 отправился в качестве адъютанта своего тестя герцога де Ришельё в экспедицию на Менорку, участвовал во взятии её крепостей. Доложил королю о капитуляции англичан, и 23 июля 1756 был произведен в лагерные маршалы и сложил командование полком.
1 мая 1757 направлен в Германскую армию, участвовал в битве при Хастенбеке и завоевании Ганноверского курфюршества. Вернулся во Францию в декабре.
1 мая 1758 и 1759 также получал назначения в Германию, участвовал в битвах при Крефельде и Миндене. 1 июля 1760 был направлен в Гиень под командование маршала Ришельё, 1 мая 1761 — в Верхнерейнскую армию. 25 июля 1762 произведен в генерал-лейтенанты армий короля.
В 1767 году пожалован Карлом III Испанским в рыцари ордена Золотого руна.
В 1781 году назначен губернатором Сомюра и Сомюруа.
В 1787 году был членом собрания нотаблей, созванного Людовиком XVI в Версале, и фигурировал в списке наиболее опытных государственных деятелей, составленном перед открытием этого совещания.
18 марта 1789 был избран депутатом Генеральных штатов от знати бальяжа Суассона. Занял место среди сторонников Старого режима, в ночь 4 августа поддержал предложение о равном распределении налогов, но в 1790 году протестовал против упразднения дворянства, и в 1792 году эмигрировал следом за принцами. Активно поддерживал контрреволюцию, стал заместителем командующего в армии Конде.
Его замок Брен был в 1792 году продан, как имущество эмигранта. Граф какое-то время жил в Ахене, и мер в Брауншвейге.

## Семья
1-я жена (с 14 декабря 1750): Бланш-Альфонсина-Октавия-Мари-Луиза-Франсуаза де Сен-Северен д’Арагон (июль 1736 — 20 января 1753), дочь Альфонса-Мари-Луи де Сен-Северен д’Арагона, графа д’Ольса, и Мари-Луизы-Франсуазы Фийон. Дети:
- Альфонсина-Луиза-Жюли-Фелисите Пиньятелли-Эгмонт (5 октября 1751 — 10 августа 1786). Муж (с 21 июля 1768): Луиджи Антонио Пиньятелли, герцог де Сольферино (1749—1801)
- дочери-близнецы (1752 — июня 1753) и (1752 — январь 1754)

2-я жена (с 10 февраля 1756): Жанна-Софи-Элизабет-Луиза-Арманда-Септимания де Виньеро дю Плесси-Ришельё (1 марта 1740 — 14 октября 1773), дочь герцога Луи-Франсуа-Армана де Ришельё, маршала Франции, и Марии Елизаветы Софии де Лоррен.
3-я жена (с 1788): дама де Сериньян, в Конта-Венессене, бывшая компаньонка его второй жены.